# Granat

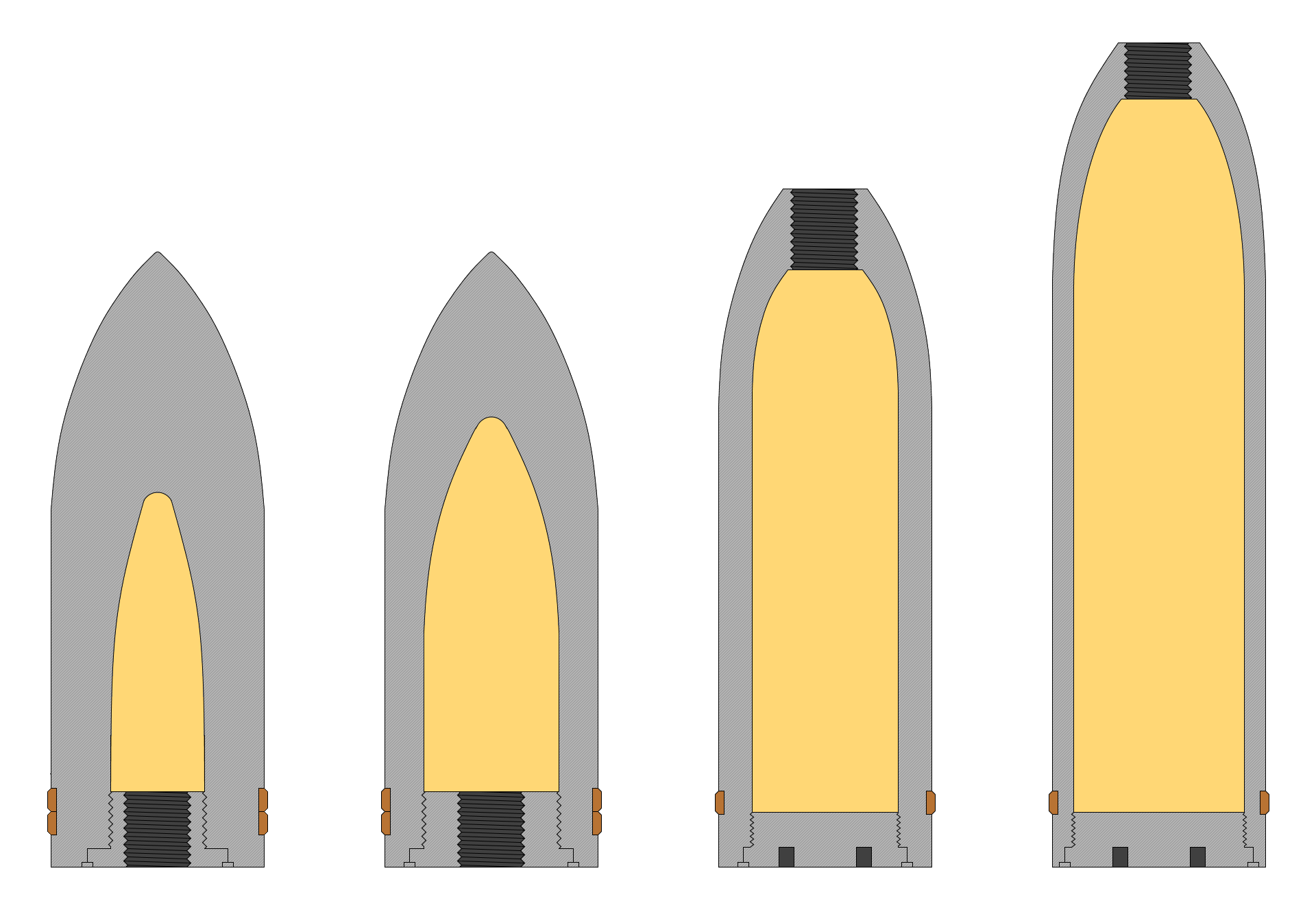
Explosiva granater av olika typer.
Vänster till höger:
Pansargranat
Halvpansargranat
Spränggranat
Mingranat

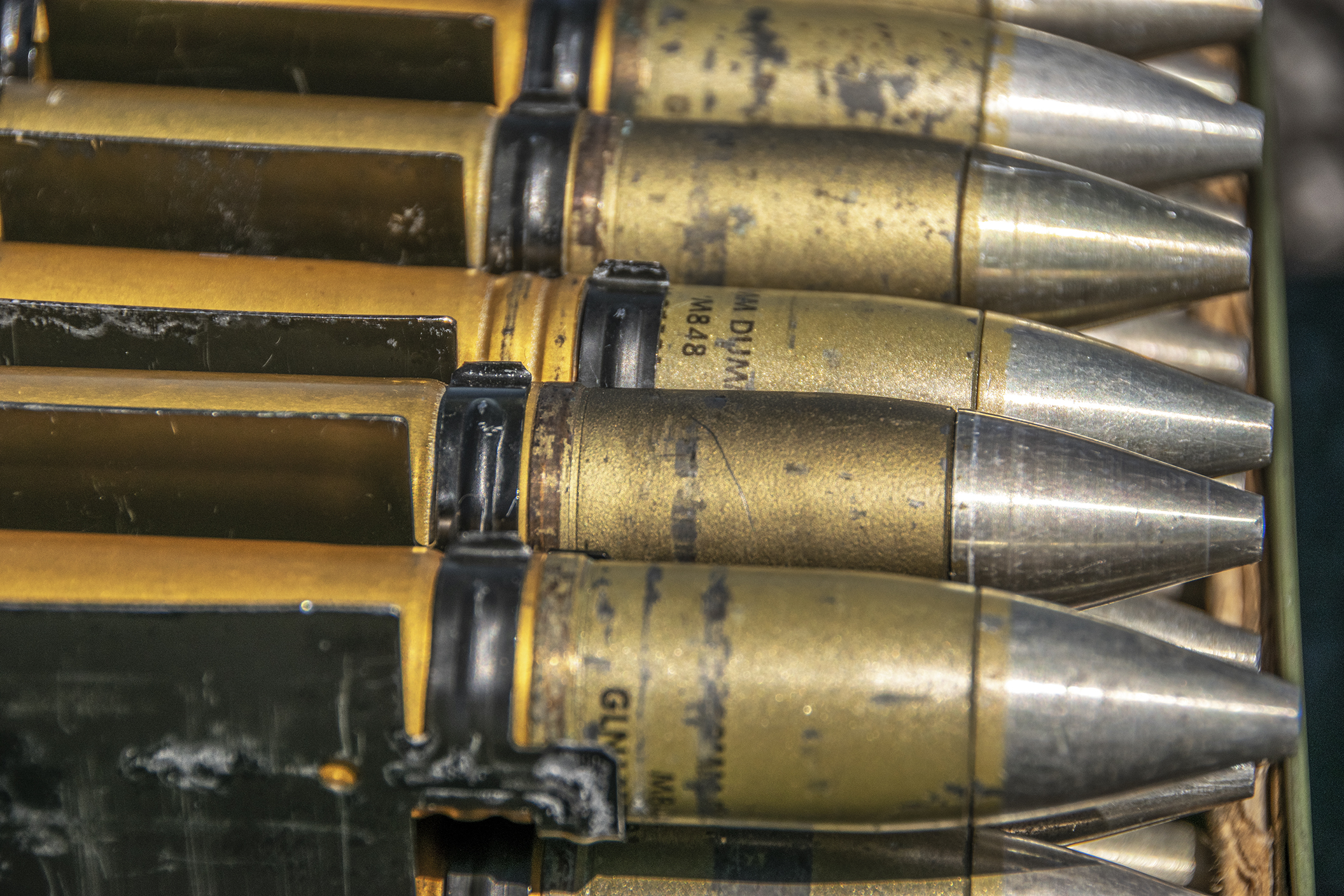
30 mm granater utformade som enhetspatron.

Granat (av italienska: granata), militärförkortning gr, är projektiler med hålrum som fyllts med en eller flera anordningar, någon form av explosivämne och tändanordning. De kan även innehålla sprängladdning och gas-, rök- eller ljusutvecklande ämne. En granat är konstruerad för att brisera eller krevera vid anslag eller någon gång under loppets gång. 
Brisad innebär explosionsfenomen vid detonation, medan krevad begriper explosionsfenomen vid deflagration, varav granater kan indelas i "briserande" och "kreverande" granater. Granater som briserar (så kallade brisansgranater eller brisansladdade projektiler) är laddade med "brisant sprängämne", som vid funktion bringas till detonation för att i verkanssyfte spränga granaten i bitar. Granater som kreverar är laddade med mindre brisanta sprängämnen (exempelvis svartkrut), som vid funktion bringas till deflagration eller förbränning i syfte att spränga bort täckelement på granaten och påbörja utsöndring/utskjutning av verkanselement (täckrök, stridsfältbelysning, blixtljus, brandämne, kulkärvar, substridsdelar, etc). Brisad/krevad kan ske under olika punkter i projektilbanans lopp beroende på tändanordning och avsedd verkan, såsom i luften (så kallad luftbrisad/luftkrevad), vid anslag (så kallad anslagsbrisad/anslagskrevad), eller efter anslag (så kallad fördröjd brisad/krevad), använt bland annat när granater ska tränga sig in i eller igenom ett föremål. Det finns även granater med en inre pansarbrytande kärna (se kärnprojektil), såsom vissa "pansarbrandgranater", vars yttre hölje och brandladdning briserar vid anslag, medan den inre kärnan fortsätter in i målet.
Motsatsen till granat är "fullprojektil" (vardagligt nerkortat till enbart "projektil", se till exempel pansarprojektil) och avser projektiler som saknar en intern anordning, med undantag för lysämne i eventuell spårljussats och brandämne i eventuell mindre brandsats (se brandprojektil), etc. Inom den svenska armén finns ytterligare undantag. Där betecknas all finkalibrig ammunition (<20 mm kaliber) som "projektil", oavsett om deras konstruktion överensstämmer med granater i grövre kalibrar (exempelvis förekommer "brandsprängprojektil" till 12,7 mm patron m/45), med anledningen av att de anser benämningen granat inte härrör till finkalibriga vapen. Inom det svenska flygvapnet har man dock använt benämningen granat oberoende kaliber (exempelvis "brandgranat" till 12,7 mm patron m/45). Historiskt har det dock funnits granater i kalibrar så låga som 7,62 mm runt om i världen.
Granater som kastas med handkraft kallas handgranater. Dessa briserar traditionellt efter fördröjning följandes armering för att tillåta kastaren att kasta iväg granaten och ta skydd från dess verkan. Historiskt användes lunta med stubin för armering, men sedan början av 1900-talet har handgranater använt olika former av tändrör, främst av typen tidrör (fördröjd tändning från armering). Dock förekommer handgranater (främst historiskt) som använder anslagsrör och därmed briserar vid anslag (träff mot ett objekt). Flera italienska handgranattyper under andra världskriget använde anslagsrör. Även fördröjt anslagsrör förekommer, vilket betyder att fördröjningen till detonation påbörjas vid anslag mot ett objekt, istället för efter armering. Olika utformningar av armering förekommer historiskt, men i modern tid sker armering främst genom att kastaren frigör ett fjäderbelastat grepp, kallat grepe.

## Etymologi
Begreppet granat härstammar från frukten granatäpple, vars namn kommer från medeltidslatins pōmum grānātum ("fröat äpple"), och syftade ursprungligen på laddningen hos äldre former av kastbomber eller kanonkulor fyllda med splitter för att ge splitterverkan, vilket fick dem att i genomskärning likna ett granatäpple. Namnet spreds någorlunda homogent i Europa från slutet av 1500-talet; till svenskan ytterst av italienska: granata. Kastbomber fick således namnet handgranater och ledde till att befattningen grenadjär fick sitt namn.

## Beståndsdelar (eldrörsammunition)
| Beståndsdelar |
| --- |
| Exempelgranat i genomskärning Pansargranat - (1): Ballistisk hätta - (2): Pansarkapp - (3): Granatkropp - (4): Verkansdel - (5): Gördel - (6): Basrör - (7): Spårljushylsa |

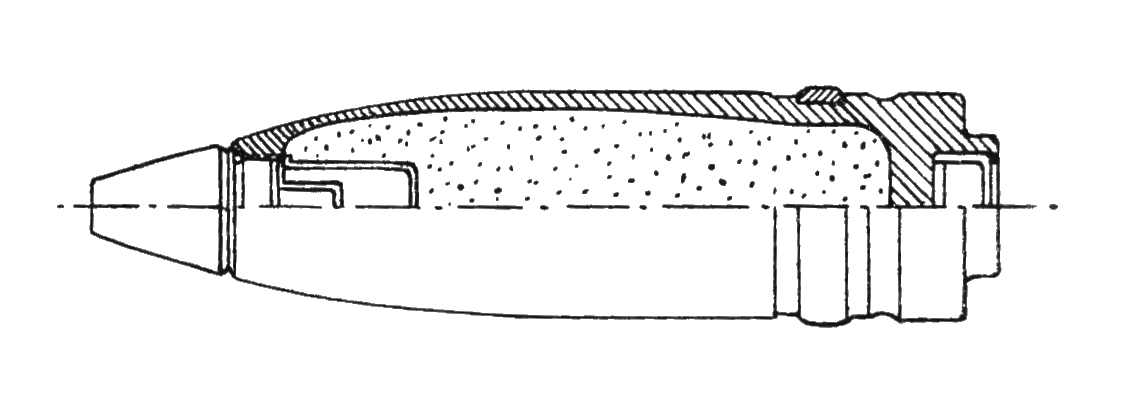
Mingranat apterad med spetsrör och spårljussats.

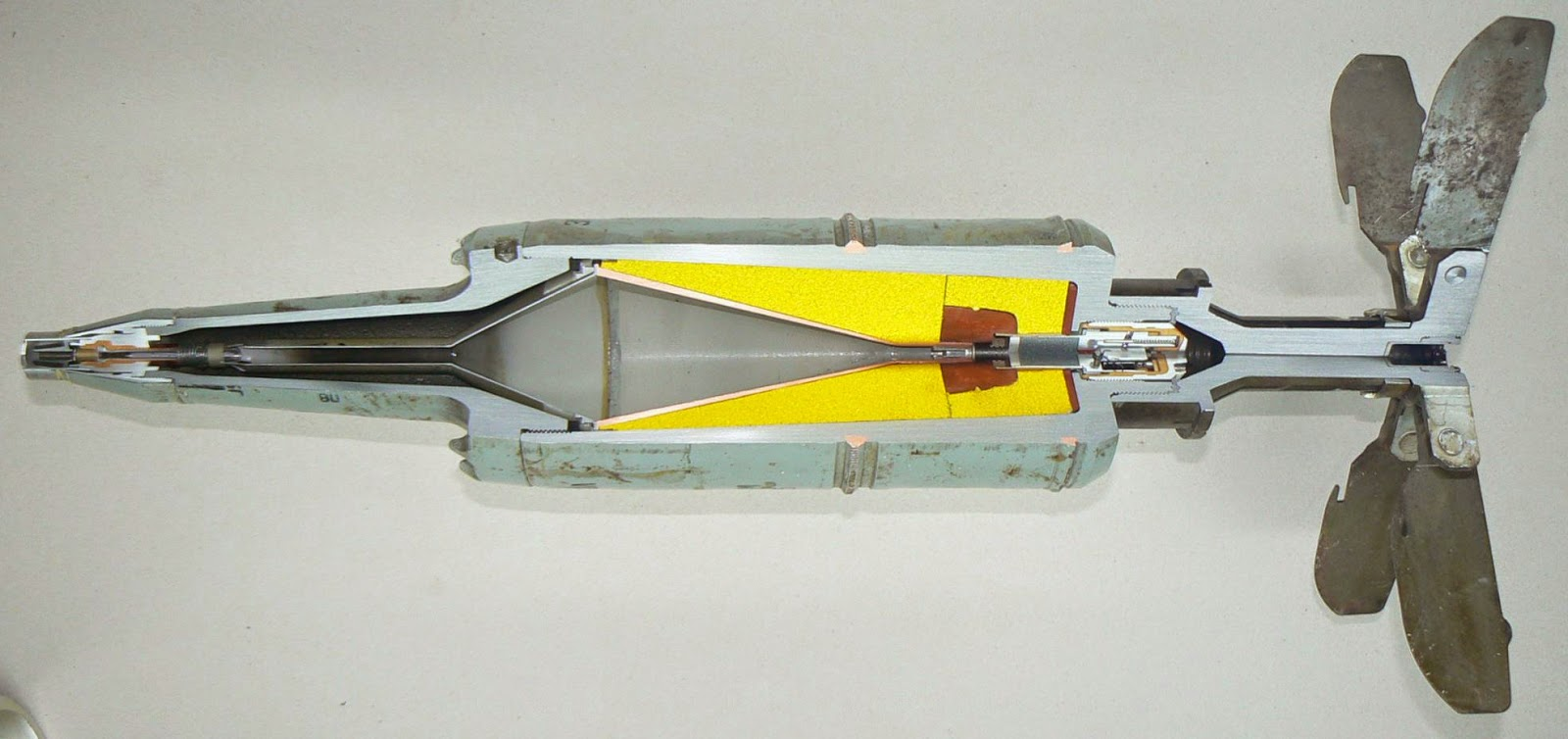
Pansarspränggranat apterad med spetsrör, basrör, spårljussats och fenstabilisering.

En granat kan bestå av otals olika beståndsdelar. Vissa beståndsdelar och utformningar av granater är vanligare än andra.
En granats huvudsakliga beståndsdel är den så kallade granatkroppen (ibland kallad "granathylsa"). Denna utgör granatens hölje och den plattform vilka alla andra beståndsdelar apteras på. Granatkroppen kan uppdelas i 3 huvudsakliga delar: spetsen, livet och basen. Nedan redovisas diverse beståndsdelar efter den del på granatkroppen de apteras på.

### Spets
Spetsen är den ogivala eller koniska del som utgör toppen av granatkroppen. Spetsen börjar vid den punkt där livets valk slutar och har i regel ingen kontakt med eldrörets inre väggar under projektilbanan.
Nedan listas diverse beståndsdelar som apteras på eller i spetsen:
- Ballistisk hätta (eller bara hätta) – ihålig strömlinjeformad spets i tunn metall som ovanpålagras på granatkroppens egentliga spets för att minska luftmotståndet hos granater med trubbig spets på granatkroppen – trubbig spets är användbart för att greppa i mål vid höga anslagsvinklar (se Sluttande pansar), varvid hättan krossas och går sönder vid anslag[3] – används sällan på granater med spetsrör.
- Pansarkapp (eller bara kapp) – solid trubbig spets i mjukmetall som ovanpålagras på granatkroppens egentliga spets för att öka genomslag i mål vid höga anslagsvinklar – den trubbiga spetsen på kappen hjälper granaten att greppa i mål vid hög anslagsvinkel (se Sluttande pansar) och fungerar sedan som ett klister genom egenskaperna hos mjukmetall vilket styr projektilen in i målet – kappen skyddar även genomslagkroppens spets och tillåter denna att utformas spetsigare vilket öker dess totala genomslagskapacitet[3] – omöjliggör användning av spetsrör.
- Spetsrör, alternativt rivsats (enklare typ) – spetsplacerat tändsystem för verkansdelen – spetsplacering är bland annat önskbart för ögonblicklig anslagsbrisad.[3]

### Liv
Livet är den cylindriska del som utgör den centrala delen av granatkroppen. Livet börjar vid den punkt där valken börjar och slutar vid den punkt där gördeln slutar.
Nedan listas diverse beståndsdelar som apteras på eller i livet:
- Projektilvalk – alternativt stödvalk eller bara valk – noggrant bearbetad del av livets yttre profil som ligger i kontakt med eldrörets inre väggar och har till uppgift att styra projektilen medan den färdas i eldröret – om synlig ser valken ut som en mindre uppsvällning på livets främre och ibland bakre del.[3]
- Gördel – omslutande band i mjukmetall kring livets bas – är huvudsakligen till för att greppa räfflorna i eldröret – används vid rotationsstabilisering.[3]
- Centralrör – centralplacerat tändsystem för verkansdelen – centralplacering är bland annat önskbart för fullständig förbränning av verkansdelen då en central placering ger ökad chans att antändningen kommer i kontakt med hela laddningen.[3]
- Verkansdel – den del av ammunition som direkt ger avsedd "verkan" (effekt mot mål), till exempel brisansladdningar, såsom sprängladdning, brandladdning, etc, men även icke briserande laddningar, exempelvis röksatser, lyssatser, utskjutning av substridsdelar, etc.
- Pansarbrytande kärna – inre kärna av hårdmetall som ska penetrera pansar vid anslag – (se Kärnprojektil).

### Bas
Basen är den cylindriska del som utgör den nedersta delen av granatkroppen. Basen börjar vid den punkt där gördeln eller dylikt slutar. Basen på granater kan vara både lång eller kort. Vissa granater har en längre avsmalnande bas i syfte att ge granaten bättre räckvidd genom att minska luftmotståndet (se Basflödesgranat). Detta tar dock upp potentiellt utrymme för drivladdningen och ökar projektilvikten.
Nedan listas diverse beståndsdelar som apteras på eller i basen:
- Basrör – basplacerat tändsystem för verkansdelen – basplacering är bland annat önskbart för fördröjd anslagsbrisad och möjlighet till ballistisk hätta och kapp.[3]
- Spårljus – lyssats i basen av en granat som antänds vid eller strax efter skottlossning genom flamtändning eller med särskilt tändrör och lyser starkt under projektilbanans lopp – används för att låta skytten och åskådare till projektilen följa denna optiskt i dess bana – består vanligen av fosfor.[3]
- Basflödesladdning – förbränningsbar laddning i basen av granatkroppen som skapar gasutströmning genom dysor från bakdelen av granaten under längre period vid antändning – används för att minska luftmotståndet och öka räckvidden – (se Basflödesgranat).[3]
- Krutraketmotor – krutraketmotor monterad i granatens bas för att öka räckvidd – (se Reatil).[3]

### Fenstabilisering
Vissa typer av vapenverkan får försämrad effekt vid rotationsstabilisering eller hög projektilhastighet. För att motverka detta kan granater förses med så kallad fenstabilisering, en aerodynamisk stabilisering, för att sakta ner både rotation- och projektilhastigheten och samtidigt stabilisera projektilen.
Det finns två huvudsakliga typer av fenutformningar:
- Fenor – utfällbara fenor på externt stjärtstycke monterat på granatens bas som fälls ut efter att granaten lämnat eldröret – används för att stabilisera granater som skjuts ut ur slätborrade eldrör, eller på pansarspränggranater även hos räfflade system för att kontra rotationen i syfte att öka verkan.
- Vingar – fasta vingar på externt stjärtstycke monterat på granatens bas – används vanligen hos ammunition för granatkastare men har historiskt även använts för vissa typer av drivspegelprojektiler – till skillnad från fenor har vingar viss bärande kraft.

Sedan finns det granater som är försedda med styrbara fenor, så kallade roder. Denna funktion används för att öka precisionen mot utsedda mål likt en robot. (se Precisionsstyrd ammunition)

## Granattyper

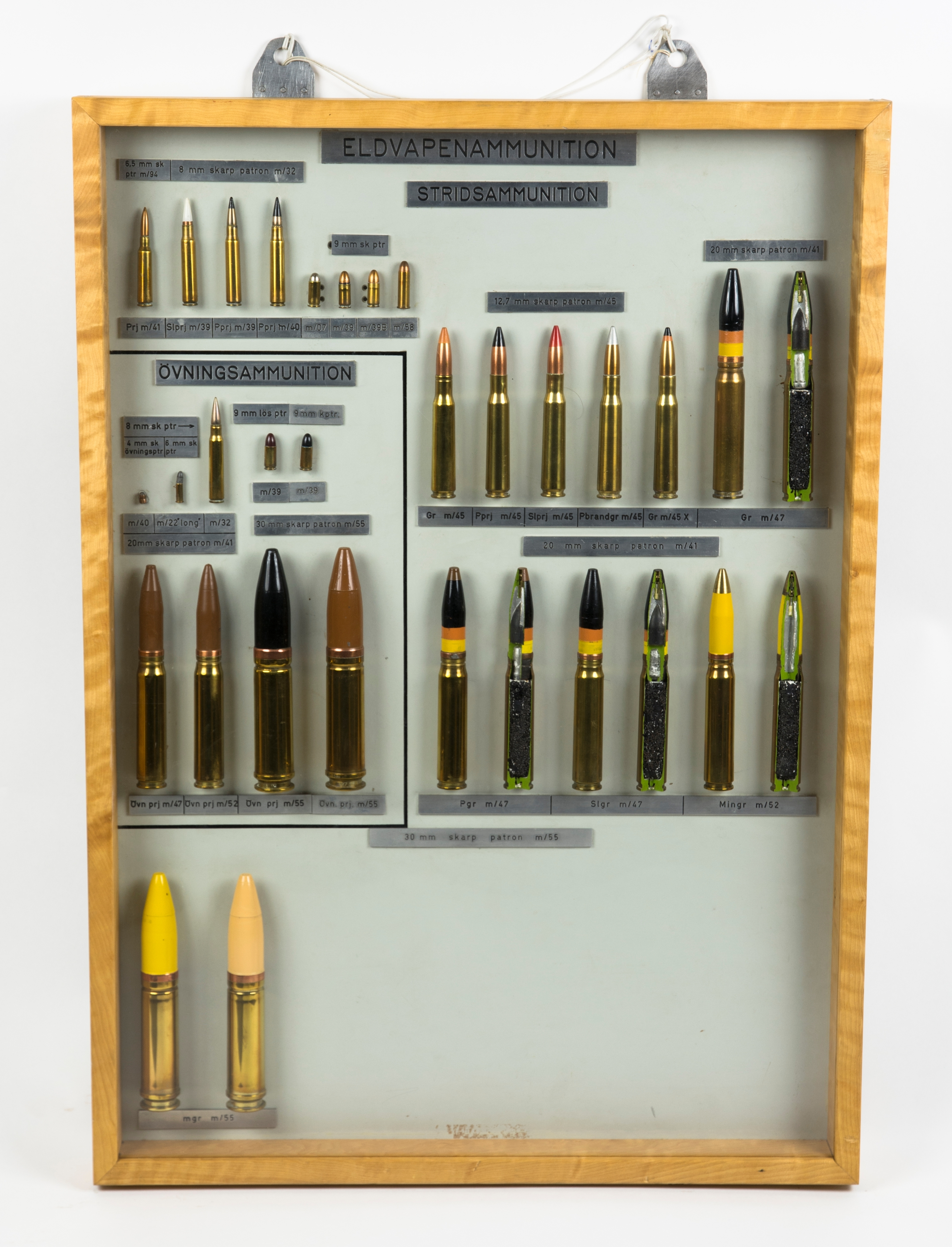
Ammunitionstavla med diverse granater, samt projektiler, i olika kalibrar.

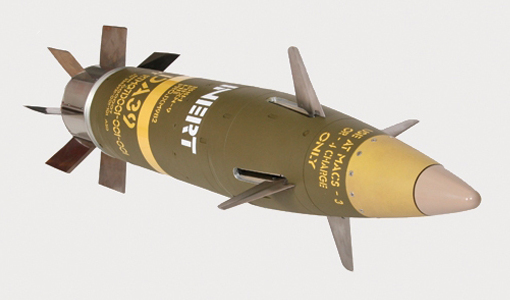
Svensk precisionsgranat typ Bofors Excalibur.

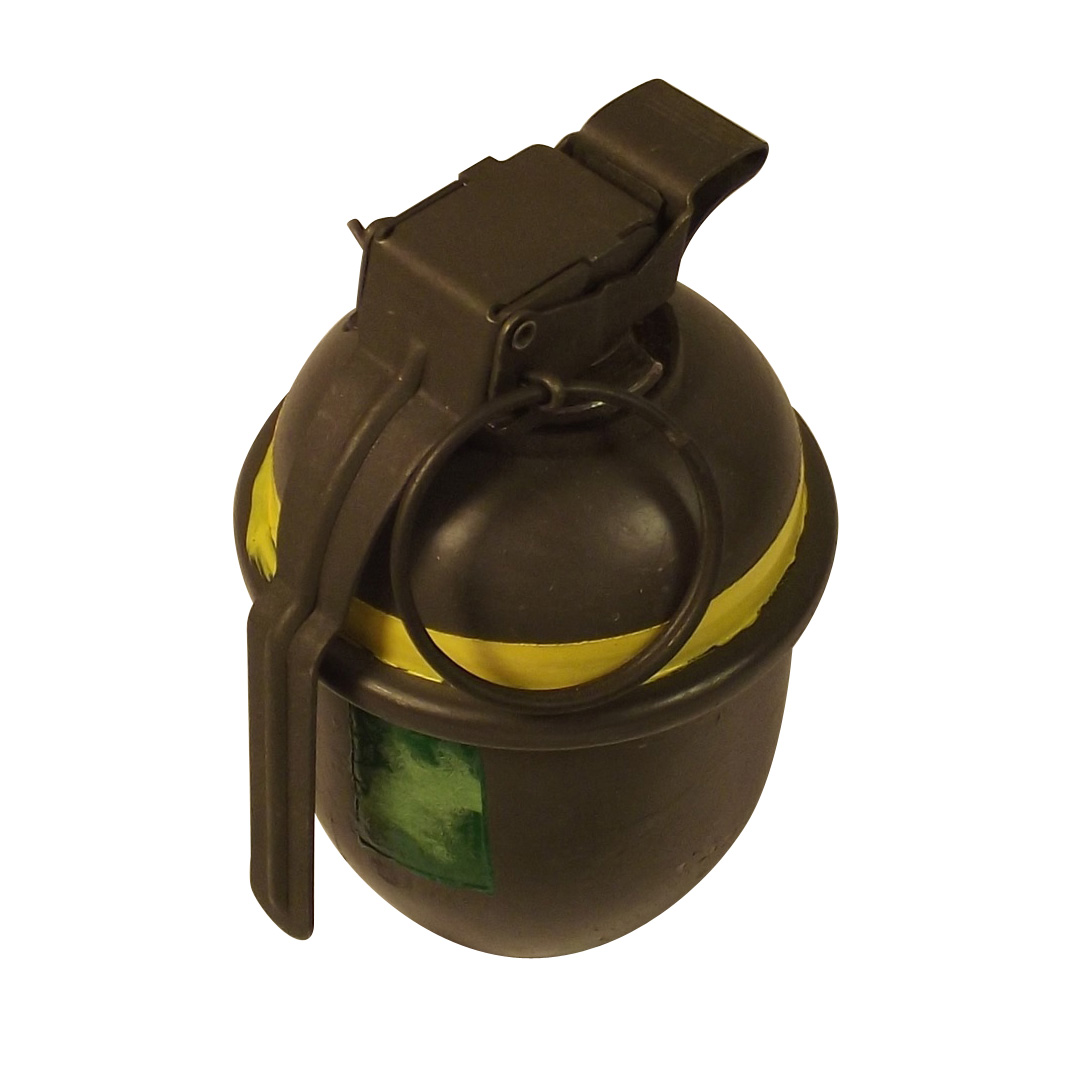
Svensk spränghandgranat m/56

Beroende på hur granaten är uppbyggd och vilket ändamål den är konstruerad för skiljer man mellan olika typer av granater. Varje granattyp har ett flertal användningsområden men kan förslagsvis delas upp i dessa kategorier i modern tid:

### Granattyper efter vapenverkan
Granater nedan listas efter verkan. Notera att vissa typer inte har egna artiklar än och att granater med mer än en verkan, exempelvis "brand-spräng-granat", till stor del uteslutits för närvarande. I det svenska försvaret finns det även historiska granater som enbart betecknats granat. Historiskt har dessa antingen varit spränggranater som av okänd anledning inte fått delbeteckningen "spräng", eller så har de haft för många verkanstyper, till exempel "pansar-brand-spräng-granat", varav man enbart betecknat typen "granat".
Pansarbrytande granater
- Pansargranat
- Halvpansargranat
- Sjömålsgranat (äldre: stålgranat)
- Pansarspränggranat
- Sprängpansargranat

Högexplosiva granater
- Mingranat
- Minspränggranat
- Spränggranat
- Kulspränggranat

Närförsvarsgranater
- Kartesch (egentligen inte en renartad granat)
- Granatkartesch
- Pansargranatkartesch

Brandgranater
- Brandgranat

Understödsgranater
- Rökgranat
- Lysgranat
- Tårgasgranat[12]

### Granattyper efter funktion
Granater nedan listas efter funktion. De kan utformas efter valfri verkan.
- Fenstabiliserad granat
- Precisionsgranat
- Basflödesgranat
- Multipelgranat
- Handgranat

## Eldrörsvapen som traditionellt skjuter granater
- Kanon (samt automatkanon)
- Slanga (alternativt kallad Kulverin)
- Haubits
- Mörsare
- Bombard
- Granatkastare
- Granatgevär
- Granattillsats
- Granatkarbin
- Granatspruta